# Sny robotů (povídka)
Sny robotů (jiným názvem O čem sní roboti, anglicky „Robot Dreams“) je vědeckofantastická povídka spisovatele Isaaca Asimova, která vyšla v roce 1986 ve sbírce povídek Robot Dreams, pro kterou byla speciálně napsána. Česky vyšla např. ve sbírce Sny robotů (Knižní klub 1996; Mustang 1996).
V tomto příběhu se jedná o robota, kterému byl modifikován pozitronický mozek, následkem čehož se mu zdají sny. Tuto nezvyklost řeší dr. Susan Calvinová, robopsycholožka Americké korporace robotů a mechanických lidí (AKRaML), která zde vystupuje na sklonku své profesní kariéry.

## Postavy
- Susan Calvinová – robopsycholožka firmy Americká korporace robotů a mechanických lidí (AKRaML)
- Linda Rashová – mladá začínající robopsycholožka
- LVX-1 „Elvex“ – robot, kterému se zdají sny

## Děj
Hlavní robopsycholožka AKRaML Susan Calvinová je povolána mladou začínající kolegyní Lindou Rashovou k zajímavému případu. Robot LVX-1 zvaný Elvex tvrdí, že zažívá stavy ekvivalentní tomu, čemu lidé říkají snění. Calvinová si projede vzorce jeho pozitronického mozku a zjistí, že Rushová jej mírně modifikovala, následkem čehož se robotovi skutečně zdají sny. Calvinovou zajímá, o čem se Elvexi zdá. Sní se mu o pracujících robotech, kteří touží po odpočinku. V jeho snu neexistuje první a druhý zákon robotiky. Pouze třetí a ten navíc v okleštěné podobě:
Robot musí chránit sám sebe před zničením.
Dr. Calvinová si uvědomí, že Rashová nevědomky přišla na zcela novou větev robotiky, která by s sebou mohla nést nebezpečí, pokud by byla opominuta. Rashová je vyrozuměna, že povede bádání v této oblasti a nebude sankcionována za neoprávněnou úpravu v robotově mozku. Když Elvex prozradí, že je ve snu člověkem, který požaduje „propustit svůj lid“, Calvinová pozvedne připravenou elektronovou pistoli a ukončí jeho existenci.

## Česká vydání
Česky vyšla povídka v následujících sbírkách nebo antologiích:
Pod názvem Sny robotů:
- Sny robotů (Knižní klub 1996; Mustang 1996)[2]

Pod názvem O čem sní roboti:
- Mistrovské kusy: Nejlepší SF 20. století (Laser-books, 2003)